# Carlos Correia
Carlos Correia (sinh ngày 6 tháng 11 năm 1933) là chính trị gia Guinea-Bissau, giữ chức Thủ tướng chính phủ Guinea-Bissau từ ngày 17 tháng 9 năm 2015. Trước đó, ông cũng từng giữ chức Thủ tướng với các nhiệm kỳ: từ ngày 27 tháng 12 năm 1991 đến ngày 26 tháng 10 năm 1994, từ ngày 6 tháng 6 năm 1997 đến ngày 3 tháng 12 năm 1998 và từ ngày 5 tháng 8 năm 2008 đến ngày 25 tháng 12 năm 2008.